# Aït El Mansour
Aït El Mansour est un village de 800 habitants en Kabylie (Algérie) situé dans la commune d'Iferhounene (Wilaya de Tizi Ouzou) à quelque 3 kilomètres sur une altitude de 1100 m environ.
Comme tous les villages de Kabylie, dans son organisation, il est géré par un comité d'une dizaine de personnes choisies par les familles qui le composent, à raison d'un ou de deux éléments par famille[réf. souhaitée].
Une association sociale a été créée le 8 février 2005 par un groupe de jeunes qui s'activent toujours en aidant les plus démunis, notamment dans le domaine scolaire ou la prévention contre les fléaux sociaux.[non pertinent]